# دانشکده پزشکی فسا
دانشکده پزشکی دانشگاه علوم پزشکی فسا یکی از دانشکده‌های پزشکی ایران وابسته به دانشگاه علوم پزشکی فسا در فسا است. این دانشکده در سال ۱۳۵۶ بنیانگذاری شد و دارای ۲ بیمارستان آموزشی است.

## تاریخچه
دانشکده پزشکی فسا در سال ۱۳۵۶ با پذیرش ۱۴ نفر دانشجوی پزشکی زیر نظر دانشگاه علوم پزشکی شیراز بنیانگذاری شد. این دانشکده در سال ۱۳۷۳ از دانشگاه علوم پزشکی شیراز مستقل گردید و مستقیماً زیر نظر وزارت بهداشت، درمان و آموزش پزشکی فعالیت‌های خود را ادامه داد. هم‌اکنون ریاست این دانشکده را دکتر عبدالحکیم الکامل برعهده دارد.